# Ed Boon
Ed Boon, nome completo Edward J. Boon (Chicago, 22 febbraio 1964), è un programmatore e autore di videogiochi statunitense.
Ha lavorato per oltre 15 anni nella società Midway, ora lavora per la Warner Bros. Interactive Entertainment. Ha una società chiamata NetherRealm Studios ed è il produttore esecutivo della serie Mortal Kombat.

## Biografia
Ed Boon si è laureato presso l'Università dell'Illinois - Urbana-Champaign in matematica e scienze informatiche. Ha lavorato alla Williams nella divisione flipper ed ha contribuito nello sviluppo dei giochi Smash TV e Pigskin 621 A.D..
Ha collaborato insieme a John Tobias alla creazione della serie Mortal Kombat, un videogame del genere picchiaduro. Oltre al videogioco i due hanno collaborato alla realizzazione di film e show televisivi sempre basati sull'omonimo videogioco. Boon è generalmente accreditato come capo programmatore e Tobias come capo progettista. Il nome del personaggio Noob Saibot presente in Mortal Kombat deriva dai cognomi di Ed Boon e John Tobias scritti al contrario. Invece i nomi dei personaggi di Tanya e Sonya Blade derivano da quelli delle sue due sorelle Tonia e Sonya.
Ha prestato la sua voce ad alcuni personaggi del videogame ed è alla posizione 100 della classifica di IGN "Top 100 creatori di giochi", considerando la sua partecipazione alla serie Mortal Kombat.

## Vita privata
Ha un fratello più giovane, Mike Boon. Mike è conosciuto per aver programmato dei flipper (tra cui quello de La famiglia Addams), ed è stato coinvolto in diversi progetti di Mortal Kombat.

## Elenco delle opere

### Videogiochi
- Smash TV
- Mortal Kombat
- Mortal Kombat II
- Mortal Kombat 3
- Ultimate Mortal Kombat 3
- Mortal Kombat Trilogy
- Mortal Kombat 4
- Mortal Kombat Mythologies: Sub-Zero
- Mortal Kombat Gold
- Mortal Kombat: Special Forces
- The Grid
- Mortal Kombat: Deadly Alliance
- Mortal Kombat: Deception
- Mortal Kombat: Shaolin Monks
- Mortal Kombat: Armageddon
- Mortal Kombat vs. DC Universe
- Mortal Kombat (2011)
- Injustice: Gods Among Us
- Mortal Kombat X
- Injustice 2
- Mortal Kombat 11
- Mortal Kombat 1

### Flipper
- F-14 Tomcat (1987)
- Space Station: Pinball Rendezvous (1987)
- Banzai Run (1988)
- Taxi (1988)
- Black Knight 2000 (1989)
- FunHouse (1990)

### Film
- Mortal Kombat (1995)
- Mortal Kombat - Distruzione totale (1997)